# Rasphuispoortje
De Rasphuispoort staat aan de Heiligeweg tegenover de Voetboogstraat in de binnenstad van Amsterdam. In de 17e eeuw gaf hij toegang tot een tuchthuis voor zwervers en bedelaars en later een verbeterhuis voor jongeren: het Rasphuis. Jongens die van het rechte pad waren geraakt werden daar aan het werk gezet. De gevangenen moesten hout uit Brazilië raspen tot pigmentpoeder, waar dan verf van kon worden gemaakt.
Toen in 1892 het huis van bewaring aan de Amstelveenseweg werd geopend, werd het Rasphuis overbodig. Na afbraak werd hier het Heiligewegbad gevestigd. Tegenwoordig is de poort een zijingang van het winkelcentrum de Kalvertoren.

## De poort
De poort dateert uit omstreeks 1603 en was de buitenste van twee poorten, waarvan de binnenste al lang geleden is verdwenen. De poort is gemaakt door Hendrick de Keyser in de stijl van het maniërisme. Het reliëf boven de rondboog en boven de Dorische halfzuilen zijn is een afbeelding van een wagen beladen met Braziliaans hout voortgetrokken door leeuwen, beren, wilde zwijnen en tijgers. Op de wagen zit een voerman die de beesten met een zweep temt.
Op het hoofdgestel bevinden zich drie beelden uit het derde kwart van de 17e eeuw, die dus later zijn aangebracht, mogelijk nog wel door De Keyser ontworpen. De zittende vrouw, mogelijk een beeltenis van de stedemaagd, houdt het stadswapen op haar knie en heeft in haar rechterhand een zweep. Door de toevoeging van het woord Castigatio wordt zij aangeduid als het zinnebeeld van de tuchtiging. Aan haar flanken knielen twee naakte mannen, geboeid met kettingen.
De Latijnse tekst Virtutis est domare quae cuncti pavent betekent vrij vertaald: "het is een deugd van 't kloek gemoed, te temmen dat elk schrikken doet", of in hedendaags Nederlands: "het is een deugd om dat te temmen, wat iedereen doet schrikken". De tekst is ook nog weleens vertaald naar "wilde beesten moet men temmen".